# Francisco Javier Márquez Sánchez
Francisco Javier Márquez Sánchez (Jaén, 17 de septiembre de 1971) es un político español perteneciente al PP. Fue alcalde de Jaén.

## Biografía
Es abogado de profesión, tras haber estudiado derecho en la Universidad de Jaén, donde fue compañero de clase de su predecesor en la alcaldía Fernández de Moya. Fue concejal de Urbanismo, Empleo, Desarrollo Local y Medio Ambiente de Jaén, desarrollando el Plan General de Ordenación Urbana de la ciudad.

### Alcalde de Jaén
A finales del 2015, tras la designación de José Enrique Fernández de Moya como cabeza de lista al Congreso de los Diputados por la provincia jiennense en las elecciones generales de 2015, se informó que dejaría la alcaldía y sería sustituido por el concejal de Urbanismo y Vivienda, Francisco Javier Márquez. El día 30 de noviembre de 2015 tomó posesión como alcalde en un pleno extraordinario en el que también tomó posesión del acta de concejal la sustituta del anterior alcalde.

### Consejo de Alcaldes
Tras la llegada de Pablo Casado a la presidencia del PP fue nombrado presidente del consejo de alcaldes del partido.